# Асканія-Нова селищна територіальна громада
Асканія-Нова селищна територіальна громада —  територіальна громада в Україні, в Каховському районі Херсонської області. Адміністративний центр — селище Асканія-Нова.
Площа громади — 330,6 км², населення — 5704 мешканці (2017).
Утворена 15 липня 2016 року шляхом об'єднання Асканія-Нової селищної ради і Маркеєвської сільської ради Чаплинського району.

## Населені пункти
До складу громади входять 7 селищ (Асканія-Нова, Іллінка, Комиш, Маркеєв, Молочне, Новий Етап, Чумацьке) і 2 села: Веселе Друге та Хлібодарівка.